# Сопвит 2FR.2
Сопвит 2FR.2 (енгл. Sopwith 2FR.2 Bulldog) је двоседи британски ловачки авион. Авион је први пут полетео 1917. године. 

Највећа брзина авиона при хоризонталном лету је износила 175 km/h.
Распон крила авиона је био 10,29 метара, а дужина трупа 7,00 метара. Празан авион је имао масу од 645 килограма. Нормална полетна маса износила је око 1132 килограма. Био је наоружан са четири митраљеза калибра 7,7 милиметара.

## Наоружање
| Наоружање авиона: Сопвит       |     |
| Ватрено (стрељачко) наоружање  |     |
| Топ                            |     |
| Митраљез                       |     |
| Број и ознака митраљеза        | 4   |
| Калибар                        | 7,7 |
| Бомбардерско наоружање (бомбе) |     |
| Ракетно наоружање (ракете)     |     |